# Campino

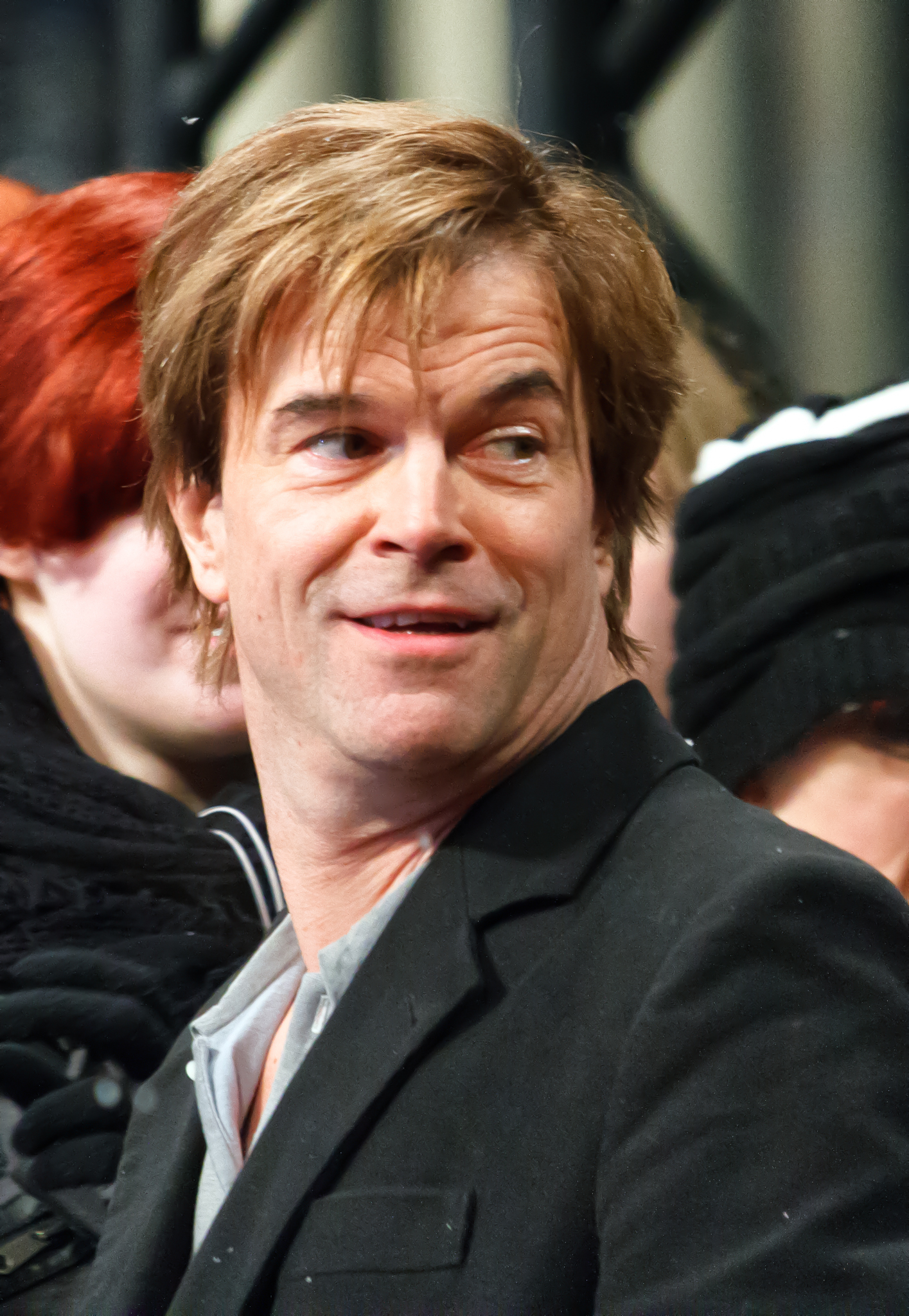
Campino, 2013

Campino (bürgerlich Andreas Joachim Wolfgang Konrad Frege; * 22. Juni 1962 in Düsseldorf) ist ein deutsch-britischer Sänger, Autor und Songwriter. Er ist der Frontmann der Düsseldorfer Band Die Toten Hosen. Zudem arbeitete er als Schauspieler in Theater, Film und Fernsehen.

## Leben

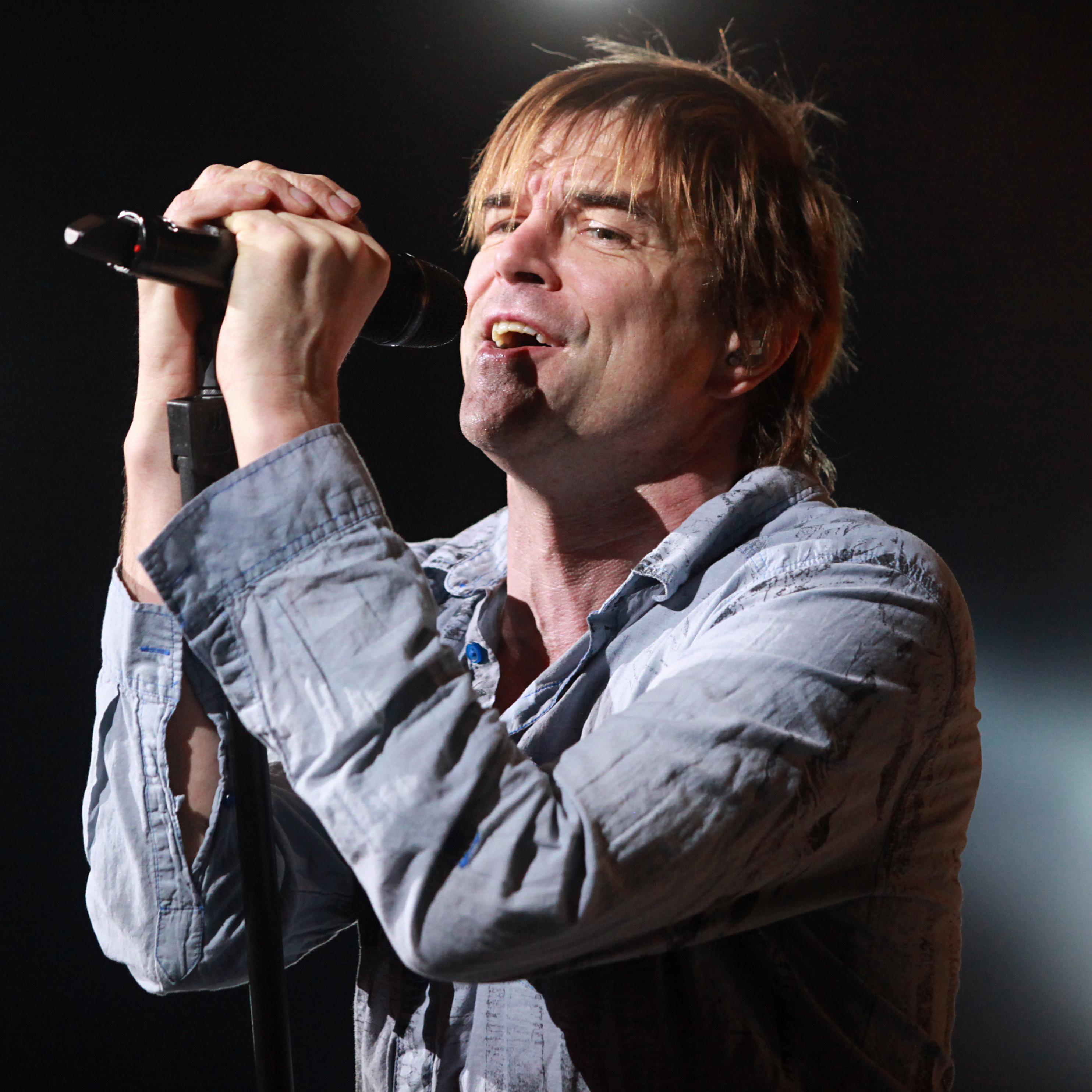
Campino, 2012

Andreas Frege wuchs als Sohn des Richters Joachim Frege und der Lehrerin Jennie Frege auf. Seine Mutter war gebürtige Engländerin, hatte an der Universität in Oxford studiert und erzog ihre Kinder zweisprachig. Er hat fünf Geschwister; durch den zwölf Jahre älteren Bruder John wurde er auf den Punkrock in England aufmerksam. Seine ältere Schwester Judith ist Balletttänzerin und Buchautorin, sein älterer Bruder Michael Rechtsanwalt. Freges Großvater väterlicherseits Ludwig Frege war Präsident des Bundesverwaltungsgerichtes. Urgroßvater Franz Friedrich Konrad Frege (1843–1920) war Sohn des Schöneberger Pfarrers Ferdinand Ludwig Frege (1804–1883). Freges englischer Großvater, John Edmondson Whittaker, stammte aus Burnley und war von August bis Dezember 1945 Member of Parliament für die Labour Party.
Als Andreas zwei Jahre alt war, zog seine Familie von Düsseldorf nach Mettmann um. Dort besuchte er die heutige Astrid-Lindgren-Grundschule und im Anschluss das Heinrich-Heine-Gymnasium in Metzkausen; nach einem Jahr wechselte er auf das Humboldt-Gymnasium in Düsseldorf. Nach einer Bonbonschlacht im Klassenzimmer nannten ihn seine Mitschüler Campino. Er konnte zweimal das Klassenziel nicht erreichen und besuchte schließlich dieselbe Klasse wie der zwei Jahre jüngere Michael Breitkopf, ebenfalls ein Gründungsmitglied der Band Die Toten Hosen; beide bestanden 1983 das Abitur.
Von 1978 bis 1981 war er Sänger der Gruppe ZK und gründete im Anschluss mit Andreas von Holst, Michael Breitkopf, Andreas Meurer, Trini Trimpop und Walter Hartung (genannt Walter November) die Band Die Toten Hosen.
Ab Oktober 1983 war er acht Monate bei der Bundeswehr, bis er als Kriegsdienstverweigerer anerkannt wurde. Danach leistete er zusammen mit Michael Breitkopf Zivildienst in der Landespsychiatrie Düsseldorf-Ludenberg. Im Frühjahr 2022, wenige Monate nach dem Beginn des Krieges in der Ukraine, meinte Campino, dass er unter diesen Umständen den Wehrdienst heute nicht mehr verweigern würde.
Im April 2024 hielt Campino im Rahmen einer Gastprofessur an der Heinrich-Heine-Universität Düsseldorf zwei Vorlesungen.
Er hat mit der Schauspielerin Karina Krawczyk einen 2004 geborenen Sohn, Lenn Julian Frege, der als Model arbeitet. Im März 2019 nahm Campino die britische Staatsbürgerschaft an und ist somit Doppelstaater. Am 1. September 2019 heiratete er in New York.

## Film, Fernsehen und öffentliches Engagement

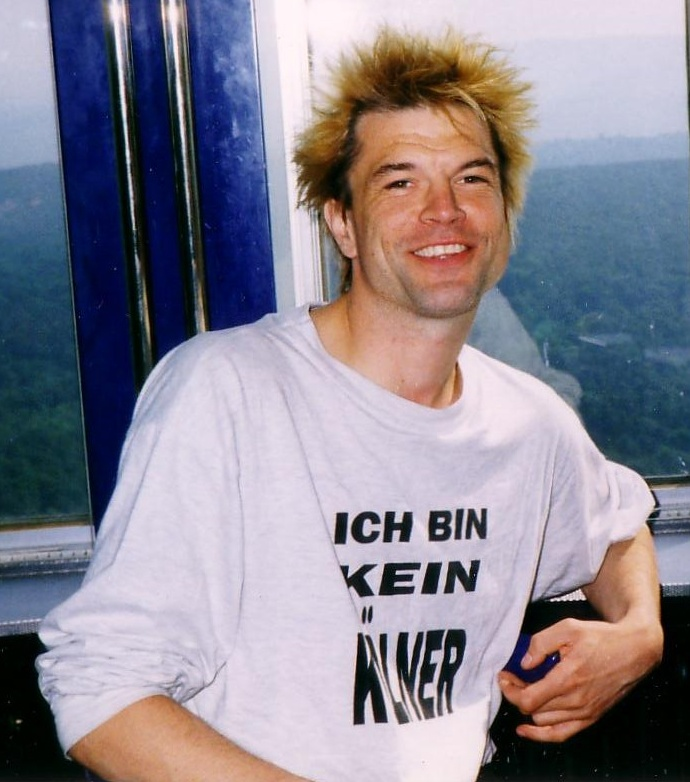
Campino, 1997

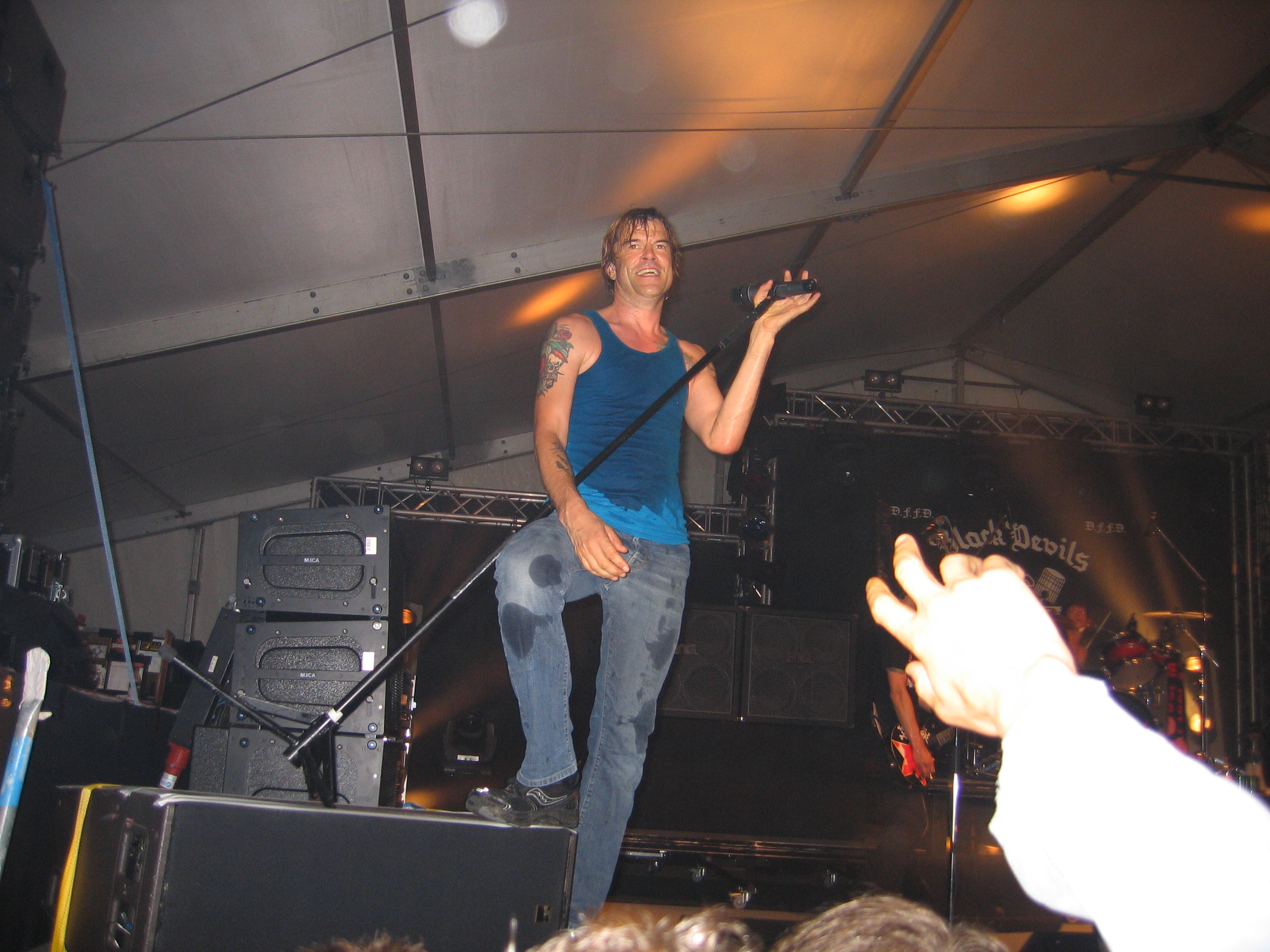
Campino auf der Feier zu 40 Jahre Black Devils MC, 2009

Campino hat sowohl als Sprecher der Band Die Toten Hosen wie auch als Person in Deutschland eine hohe Medienpräsenz. Er nahm seit Mitte der 1980er Jahre die Einladung zu zahlreichen Talkshows im Fernsehen an. In Bettina Böttingers Sendung traf er zum Beispiel Gretchen Dutschke-Klotz, und von Alfred Biolek wurde er einmal zusammen mit seiner Mutter, ein anderes Mal mit seinem Freund Stephan Schröer OSB, dem damaligen Abt der Benediktinerabtei in Meschede, eingeladen und nahm in beiden Sendungen Stellung zu Kirche, Glauben und Religion. Der NDR drehte 2001 in der Reihe Gott und die Welt eine Dokumentation über den Rocksänger. Ein weiteres 42-minütiges Filmporträt mit dem Titel Campino – Mein Leben entstand 2004 für arte und das ZDF. Für die Sendereihe der ARD Deutschland, deine Künstler hat die Regisseurin Cordula Kablitz-Post ein 45-minütiges Porträt über Campino gedreht, das im Juli 2009 erstmals ausgestrahlt wurde. Eine zweite Dokumentation über den Rocksänger drehte Kablitz-Post für die Sendereihe Die Besten im Westen des WDR Fernsehens.
Campino fungierte oftmals selbst als Journalist. So druckte der Spiegel 1994 sein Interview mit der damaligen Jugendministerin Angela Merkel ab, der er Fragen über ihre Erfahrungen mit Drogen, Alkohol und den ersten Berührungen mit Popmusik stellte. Ähnliches fragte er im Jahr davor Paul McCartney für die Zeitschrift Stern. Ein Jahr vor Joe Strummers Tod interviewte Campino den Frontmann von The Clash im August 2001 für das SZ-Magazin. Bereits 1989 hatte Campino die Punkmusiker Joey Ramone und Dick Manitoba in New York besucht, um sie für ME Sounds zu befragen. Im Frühjahr 2016 entstand für arte und das ZDF die Dokumentation London’s Burning – Campino auf den Spuren des Punk, in der Campino unter anderen Gespräche mit Bob Geldof, T. V. Smith, Charlie Harper, Viv Albertine und Tony James führte.
Auch als Schauspieler war Campino mehrmals zu sehen. Er übernahm 1986 im Film Verlierer von Bernd Schadewald eine Nebenrolle, 1990 mimte er in der Vorabendserie Der Fahnder einen Punk. 1992 spielte er die Hauptrolle neben Gisela Schneeberger in der Filmkomödie Langer Samstag von Hanns Christian Müller.
In einer Inszenierung von Bertolt Brechts Dreigroschenoper unter der Regie von Klaus Maria Brandauer für den Berliner Admiralspalast, das zwischenzeitliche Metropol-Theater, stand Campino von August bis Oktober 2006 in der Rolle des Mackie Messer unter anderem mit Gottfried John, Katrin Sass, Birgit Minichmayr und Maria Happel auf der Bühne. In Wim Wenders’ Werk Palermo Shooting übernahm er die Hauptrolle; die Premiere fand Ende Mai 2008 bei den 61. Filmfestspielen in Cannes statt. In der Neufassung des musikalischen Märchens Peter und der Wolf, das 2015 vom Bundesjugendorchester unter der Leitung von Alexander Shelley entstand, wirkt er als Sprecher mit, wofür er im Oktober 2016 mit dem ECHO Klassik ausgezeichnet wurde.
Als das ZDF im Jahr 2003 zur Wahl der 100 „größten Deutschen“ aufrief, erreichte Campino unter den 300 zur Auswahl gestellten Personen Platz 65. 2006 übernahm er die Laudatio für den Echo an Bob Geldof. Seit dem 6. Dezember 2006 ist er Pate der Regine-Hildebrandt-Schule in Birkenwerder. Dort betreut er ein Projekt mit dem Titel Schule ohne Rassismus – Schule mit Courage. Gemeinsam mit Eric Friedler führte er im Jahr 2020 Regie in der Dokumentation Wim Wenders, Desperado über Wim Wenders. Die Produktion wurde in die offizielle Selektion der internationalen Filmfestspiele von Cannes 2020 aufgenommen.
Im Herbst 2020 veröffentlichte Campino sein autobiografisches Buch Hope Street: Wie ich einmal englischer Meister wurde. Der Titel ist angelehnt an eine Straße in Liverpool und an einen Song von T. V. Smith. Es geht in dem Buch um seine Liebe zum Fußball und vorrangig um den FC Liverpool und dessen Meisterschaftssaison 2019/20, aber auch um Fortuna Düsseldorf. Es befasst sich zudem umfassend mit seiner Familiengeschichte und seinem britisch-deutschen Elternhaus.
Anfang Dezember 2022 veröffentlichte die amerikanische Punk-Band Anti-Flag den Song Victory Or Death (We Gave ’Em Hell), bei dem Campino als Gastsänger mitwirkt, samt dazugehörigem Musikvideo. Der Erlös der 7-Zoll-Single geht als Spende an das gemeinnützige Projekt Sit’n’Skate zugunsten körperlich eingeschränkter Menschen im Rollstuhl.

## Liedwidmungen
Das Lied Alles ist eins auf der Single Pushed Again schrieb Campino für Rieke Lax, ein Mädchen aus den Niederlanden, das bei dem 1000. Konzert der Band im Düsseldorfer Rheinstadion ums Leben gekommen war.
Das Lied Unser Haus, veröffentlicht auf dem Album Unsterblich, handelt von Campinos Kindheit und dem Tod seines Vaters. Mit dem Titel Nur zu Besuch, erstmals erschienen auf dem Album Auswärtsspiel, verarbeitete er den Tod seiner Mutter. Das Lied Draußen vor der Tür aus dem Album Ballast der Republik widmete Campino seinem Vater und beschreibt darin ihre Beziehung zueinander. Campino beteiligt sich seit dem Tod seiner Eltern, die beide an Darmkrebs starben, an diversen Aufklärungsaktionen und ruft öffentlich zur Teilnahme an den Vorsorgeuntersuchungen auf.

## Diskografie
Für eine ausführliche Diskografie Campinos als Autor und Frontmann der Band Die Toten Hosen siehe
Campino wirkte zudem bei folgenden Produktionen als Gast mit:
- 1988 Album Wild Times Again von The Lurkers.
- 1991 Album Gotta Move On von Asmodi Bizarr im Titel Jackson.
- 1993 Album Bajo otra bandera von Pilsen (Argentinien) in Caramba, Carajo ein Whisky.
- 1996 Album Honest John Plain & Friends in Thinking of You, Song for Me und Marlene.
- 1997 Album Power Cut von The Boys.
- 1998 Single Raise your Voice von Bad Religion.
- 2003 Album En vivo y ruidoso II von Los Violadores in Viva la Revolution.
- 2006 Album 26½ der Gruppe Fehlfarben in Paul ist tot.
- 2006 Album A Foot Full of Bullets von Peter and the Test Tube Babies in Smiling Through the Tears.
- 2007 Album La Vida… es un Ratico von Juanes in Bandera de Manos.
- 2009 Album Crisis von Motorama in Do anything you wanna do.[39]
- 2011 Album Los Contrarios von Desorden Público in City of the Dead.
- 2011 Single Alles nochmal von vorn von Wölli & Die Band des Jahres.[40]
- 2014 Album Zum Glück in die Zukunft II von Marteria in Die Nacht ist mit mir.
- 2015 Album Niveau weshalb warum von Deichkind in Selber machen lassen.
- 2015 Album Peter und der Wolf in Hollywood als Erzähler, Bundesjugendorchester unter der Leitung von Alexander Shelley
- 2017 Album Anarchie und Alltag von Antilopen Gang in Enkeltrick.
- 2019 Album Triangulo de Fuerza von Attaque 77 in Lobotomizado.
- 2023 Album The Lies They Tell Our Children von Anti-Flag in Victory or Death (We Gave ’em Hell)

## Schriften
Literatur, in der Campino als Autor mitwirkte:
- Bertram Job: Bis zum bitteren Ende …: Die Toten Hosen erzählen IHRE Geschichte. 1. Auflage. Kiepenheuer & Witsch, 1996, ISBN 3-462-02532-5.
- Marie-Luise Knopp, Klaus Napp: Reif für die Klapse? – Über die Kinder- und Jugendpsychiatrie. Fischer-Taschenbuch-Verlag, Frankfurt 1997, ISBN 3-596-13405-6.
- Fryderyk Gabowicz: Die Toten Hosen. Fotografien 1986–2006. Schwarzkopf & Schwarzkopf, Berlin 2006, ISBN 978-3-89602-732-0.
- Jürgen Teipel: Verschwende Deine Jugend – Ein Doku-Roman über den deutschen Punk und New Wave. 1. Auflage. Suhrkamp, 2001, ISBN 978-3-518-39771-8.
- Joachim Lucchesi: Brandauer inszeniert Die Dreigroschenoper von Brecht & Weill. Suhrkamp, Frankfurt am Main 2006, ISBN 978-3-518-45807-5.
- Campino: Hope Street: Wie ich einmal englischer Meister wurde. Piper, München 2020, ISBN 978-3-492-07050-8.
- Campino: Kästner, Kraftwerk, Cock Sparrer: Eine Liebeserklärung an die Gebrauchslyrik. Piper, München 2024, ISBN 978-3-492-07325-7.